# Spijkerboor (gereedschap)
Een spijkerboor is een kleine scherpe taps toelopende boor waarmee gaten worden voorgeboord in hardhout om nagels of spijkers in aan te brengen. De spijkerboor werd in een booromslag gezet voor gebruik.